# Trebonijan Gal
Gaius Vibius Trebonianus Gallus (Perusia, 206. -  kolovoz 253.), rimski car od 251. do 253. suvladar sa svojim sinom Voluzijanom .

### Ostali projekti
|  | Zajednički poslužitelj ima još gradiva o temi Trebonijan Gal |